# Воздушно-десантная дивизия
Воздушно-десантная дивизия (устаревшее — Парашютная дивизия) — основное общевойсковое оперативно-тактическое соединение воздушно-десантных войск (ВДВ).
Формирование предназначена для действий в тылу противника для дезорганизации снабжения войск и сил противника, дезорганизации его обороны и обеспечения наступления своих основных войск (сил). Сокращённое действительное наименование — вдд. Кроме устаревшего термина парашютная дивизия, в зависимости от государственной принадлежности соединения и исторических этапов, использовались и используются следующие названия типов соединений, являющихся аналогами: десантно-штурмовая дивизия (дшд), аэромобильная дивизия (амд), воздушно-штурмовая дивизия (вшд).

## История
Соединения уровня дивизии в воздушно-десантных войсках возникли в некоторых государствах в период Второй мировой войны. Этому способствовала новая концепция ведения военных действий, в ходе которых предполагалось, что крупные соединения воздушно-десантных войск будут высаживаться в оперативный и тактический тыл противника для дезорганизации обороны и созданию благоприятных условий для продвижения своих сухопутных войск. В ВС СССР такая концепция появилась в 1932 году, постановлением РВС СССР, в котором был сделан вывод о том, что количественный и качественный рост советских ВВС позволяет поставить вопрос о самостоятельных действиях крупных авиационных соединений по объектам тыла противника.
В первую очередь создание крупных воздушно-десантных соединений стало возможным благодаря развитию авиационной промышленности в 20-х и 30-х годах XX века и появлению достаточного количества самолётов военно-транспортной авиации в ведущих мировых державах, которые позволяли производить массовую выброску парашютистов.
Кроме как парашютной выброски, воздушно-десантные дивизии также создавались и готовились для переброски посадочным способом, когда личный состав вместе с лёгким артиллерийским и другим вооружением высаживался с приземлившихся самолётов, либо с приземлившихся буксируемых планеров.
В годы Второй мировой войны наибольшего развития достигли воздушно-десантные войска Германии, США и Великобритании, в которых воздушно-десантные дивизии использовались по прямому назначению в ходе крупных наступательных операций.
Наиболее крупные операции, в которых использовались воздушно-десантные дивизии, были совершены на Европейском театре военных действий в 1941 году при захвате острова Крит, при захвате острова Сицилия в 1943 году, при высадке англо-американских войск в Нормандии в 1944 году, в ходе Голландской операции в 1944 году, и при Рейнской воздушно-десантной операции в 1945 году.
В послевоенный период, благодаря техническому прогрессу, оснащённость воздушно-десантных дивизий существенно выросла за счёт качественного и количественного роста автоматического стрелкового оружия, артиллерии, миномётов, противотанковых и зенитных средств, транспортных средств, улучшения средств связи и авиадесантной техники. В воздушно-десантных дивизий значительно выросли огневая мощь и манёвренность на поле боя, расширились возможности по борьбе с танками и авиацией противника, было улучшено управление войсками.
Мобильность воздушно-десантных дивизий резко повысилась благодаря качественному и количественному росту современных военно-транспортных самолётов. Воздушно-десантные дивизии предназначены решать свои боевые задачи во взаимодействии с соединениями и частями сухопутных войск, авиации, а также с морскими десантами.
В послевоенный период случаев масштабного применения воздушно-десантных дивизий в парашютных и планерных десантах не было. В различных локальных конфликтах части воздушно-десантных дивизий перебрасывались и высаживались с транспортных самолётов и вертолётов посадочным способом. В истории ВС СССР самый массовый десант посадочным способом был произведён на начальном этапе Афганской войны, когда в течение неполных 2 суток (47 часов) с аэродромов на территории СССР на аэродромы Кабула и Баграма были переброшены в полном составе 103-я гвардейская воздушно-десантная дивизия и 345-й отдельный гвардейский парашютно-десантный полк (без двух батальонов). Всего были переброшены 7700 человек личного состава, 894 единицы боевой техники и 1062 тонны различных грузов. Было совершено 343 самолёто-рейса, в том числе 66 рейсов самолётами Ан-22, 76 рейсов — Ил-76, 200 рейсов — Ан-12. В течение двух суток посадка самолётов производилась в среднем с интервалом в 15 минут.
Наибольшее количество одновременно существовавших воздушно-десантных дивизий в одном государстве, наблюдалось в СССР. В период с сентября 1948 по апрель 1955 года в ВДВ СССР было 15 воздушно-десантных дивизий, которые были сведены в 5 воздушно-десантных корпусов.
Существовавшие с 1961 года в ВВС НОАК 3 воздушно-десантные дивизии были расформированы в 2017 году.
На 2018 год воздушно-десантные дивизии имеются в вооружённых силах только 5 государств:
- Российская Федерация — 4 дивизии;
- США — 2;
- Германия — 1;
- Израиль — 1;
- Алжир — 1.

В различных вооружённых конфликтах военное руководство, в силу обстоятельств на театрах военных действий, вынуждено было применять воздушно-десантные дивизии не по прямому назначению (массовые парашютные десанты в тыл противника), а в роли простых пехотных дивизий на передовой. Это происходило как в период Второй мировой войны, так и в послевоенный период. Переломные моменты в ходе Второй мировой войны внесли существенные коррективы в планы СССР и Германии, согласно которым предполагалось использовать более десятка созданных воздушно-десантных дивизий с каждой из сторон в наступательных операциях. Так военное руководство СССР, в связи со сложным положением на фронтах, а также нехваткой военно-транспортных самолётов, было вынуждено дважды (в январе 1943 и в декабре 1944) переформировывать все созданные и подготовленные воздушно-десантные дивизии (всего за войну было создано 18 соединений) в стрелковые дивизии. Германия, создавшая и подготовившая к началу 1943 года 12 воздушно-десантных дивизий, также была вынуждена использовать их (без переформирования) в качестве простых пехотных дивизий. В ходе Афганской войны единственная советская воздушно-десантная дивизия, участвовавшая в боевых действиях, чаще использовалась как мотострелковое соединение.

## Воздушно-десантные дивизии по странам
В данном разделе в хронологическом порядке приведены все государства,  в вооружённых силах которых когда-либо существовали воздушно-десантные дивизии.

### Германия

#### 1938—1945
В военной истории создание воздушно-десантных дивизий впервые было отмечено перед Второй мировой войны в Германии. Таковым соединением была 7-я авиадесантная дивизия (нем. 7. Flieger-Division) в подчинении люфтваффе, сформированная за один год до начала войны, в сентябре 1938 года.
В 1939 году в подчинение люфтваффе также была передана 22-я посадочно-десантная дивизия, которая обучалась совместно с военнослужащими 7-й авиадесантной дивизии осуществлению парашютных десантов. По плану командования части 22-й посадочно-десантной дивизии должны были высаживаться из планеров на аэродромах противника посадочным способом, после того как их захватят парашютные десанты 7-й авиадесантной дивизии.
Первоначально 7-я авиадесантная дивизия состояла из двух парашютно-десантных полков (нем. Fallschirmjäger-Regiment) по 5 парашютных батальонов в каждом. В мае 1941 года дивизия имела следующий состав:
- Управление дивизии и части при ней:
  - 7-й парашютно-десантный артиллерийский батальон
  - 7-й парашютно-десантный противотанковый батальон
  - 7-й парашютно-десантный зенитный батальон
  - парашютно-десантный пулемётный батальон
  - парашютно-десантный сапёрный батальон
- 1-й парашютно-десантный полк
- 2-й парашютно-десантный полк
- 3-й парашютно-десантный полк

По прямому назначению 7-я авиадесантная дивизия начала действовать во время вторжения в Польшу, когда в сентябре 1939 года 2 батальона посадочным способом (высадкой с приземлившихся самолётов) захватили 2 аэродрома.
В апреле 1940 года, в ходе парашютного десантирования во время вторжения в Норвегию, рота парашютистов (185 бойцов) 7-й дивизии пыталась захватить железнодорожный узел Думбос (между Осло и Тронхеймом, в центре южной части Норвегии). В результате многодневных боёв с преобладающими норвежскими войсками остатки десанта сдались в плен. Также в мае 1940 года один батальон 7-й дивизии был высажен в районе города Нарвик, для усиления немецких войск.
Также удачными были парашютные десанты 7-й дивизии, совершённые в мае 1940 года в ходе вторжения в Бельгию и Нидерланды.
Наиболее массовой парашютной высадкой 7-й дивизии является Критская операция, в ходе которой было высажено с воздуха 10 000 парашютистов
С осени 1942 начали формироваться новые парашютные дивизии (нем. Fallschirmjäger-Division) и полевые дивизии (иногда назывались авиаполевыми). Парашютные дивизии создавались под личным контролем Германа Геринга и отличались высокой боевой выучкой и тщательным отбором личного состава. Всего было создано 12 парашютных дивизий, с порядковыми номерами соединений с 1-го по 11-й. В ходе формирования новых соединений бывшая 7-я авиадесантная дивизия была переименована в 1-ю парашютно-десантную дивизию.
В 1943 году, в связи с тяжёлой обстановкой на фронтах, все парашютные дивизии были переданы в состав Сухопутных войск, и в дальнейшем принимали участие в боевых действиях в качестве пехотных дивизий (по аналогии с советскими воздушно-десантными дивизиями, переформированными в стрелковые дивизии).
Состав парашютных дивизий включал в себя 3 парашютных полка и другие части дивизионного комплекта. По количеству миномётов парашютная дивизия существенно превосходила пехотную, располагая 131 81-мм миномётом и 63 120-мм миномётами против 54 и 32 миномётов в пехотной дивизии.

#### 1956 — наше время
После создания Бундесвера в 1955 году в составе Сухопутных войск Германии в январе 1956 года была сформирована 106-я воздушно-десантная бригада. В 1957 году на базе бригады была создана 9-я воздушно-десантная дивизия (9-я вдд). В 1959 году 9-я вдд была переименована в 1-ю воздушно-десантную дивизию (нем. 1. Luftlandedivision).
В 90-е годы данное соединение состояло из штаба дивизии, 3 воздушно-десантных бригад (4 парашютных и 1 запасной батальон в каждом), батальона связи и 5 отдельных рот (штабная, миномётная, инженерная, медицинская и снабжения). Личный состав — около 9500 человек в военное время и 8000 в мирное. На вооружении дивизии: 150 20-мм зенитных пушек, 72 ПТРК, 180 самоходных ПТРК, 48 120-мм миномётов и свыше 3000 автомобилей.
К 2001 году 1-я вдд была переформирована в Дивизию быстрого реагирования (нем. Division Schnelle Kräfte). На современном этапе личный состав дивизии является смешанным: 9500 граждан Германии и 2300 граждан Нидерландов.
По оценке экспертов «Военного баланса», Дивизия быстрого реагирования является воздушно-десантной дивизией.
В состав Дивизии быстрого реагирования входят:
- бригада специальных операций — в составе которой:
  - 2 батальона специальных операций.
- воздушно-десантная бригада — в составе которой:
  - 2 разведывательные роты;
  - 2 парашютных полка;
  - 2 инженерно-сапёрные роты;
- 1 полк вертолётов огневой поддержки;
- 2 транспортных вертолётных полка;
- 1 рота связи.

### Италия
В сентябре 1941 года в составе Сухопутных войск Италии была создана 185-я парашютная дивизия «Фольгоре»  (итал. 185ª Divisione paracadutisti "Folgore") с личным составом в 5192 человека.
В состав дивизии входили:
- Управление дивизии и подразделения при ней:
  - противотанковый взвод;
  - батарея 81-мм миномётов;
  - инженерная рота;
  - мотоциклетная рота.
- 2 парашютных полка;
- артиллерийский полк (2 батареи 47-мм противотанковых орудий).

В ходе второго сражения при Эль-Аламейне в Северной Африке в сентябре—октябре 1942 года, большая часть 185-й вдд попала в окружение британских войск и дивизия прекратила своё существование. В сентябре 1942 года в Италии началось создание второго соединения воздушно-десантных войск — 184-я парашютная дивизия «Нембо» (итал. 184ª Divisione paracadutisti "Nembo"). Данное соединение отличалось от 185-й дивизии тем, что имело в составе 3 парашютных полка.
Третье по счёту воздушно-десантное соединение в итальянской армии появилось в августе 1943 года — 183-я парашютная дивизия «Циклон» (итал. 183ª Divisione paracadutisti "Ciclone"). Данное соединение было создано по батальонной структуре и состояло из 4 парашютных батальонов.
По причине высоких потерь на фронтах и сложности в проведении должной воздушно-десантной подготовки, довести до конца создание 184-й и 183-й дивизий довести не удалось. Остатки парашютных дивизий «Нембо» и «Фольгоре» были включены в декабре 1943 года в состав союзной германской 4-й воздушно-десантной дивизии.

### США

#### 1942—1945
Первые две воздушно-десантные дивизии (англ. Airborne Division) в Армии США появились в августе 1942 года. Таковыми соединениями стали 82-я и 101-я вдд, созданные на базе пехотных дивизий.
В состав обеих дивизий входили следующие формирования:
- Управление дивизии и подразделения при ней:
  - штабная рота;
  - инженерно-сапёрный батальон;
  - рота десантного обеспечения;
  - медицинская рота;
  - рота связи;
  - рота расквартирования войск;
  - разведывательный взвод;
  - взвод военной полиции.
- 2 планерных десантных полка
- 2 парашютно-десантных полка
- дивизионная артиллерийская группа в составе:
  - 2 планерных десантных артиллерийских дивизиона
  - 2 парашютно-десантных артиллерийских дивизиона

Штатная численность дивизий на момент создания составила 8520 человек.
В феврале 1943 года дополнительно была создана 11-я воздушно-десантная дивизия, которая, в отличие от предыдущих 82-й и 101-й вдд, вместо 2 имела только 1 парашютно-десантный полк. Штатная численность 11-й вдд составила 8321 человек.
В апреле 1943 года была создана 17-я воздушно-десантная дивизия, которая, как и 11-я вдд, первоначально имела в своём составе 1 парашютно-десантный полк и 2 планерных десантных полка. К лету 1944 года в состав дивизии был введён второй парашютно-десантный полк. Дивизия совместно с 82-й и 101-й вдд впервые приняла участие в боевых действиях в ходе Голландской операции в сентябре 1944 года.
В сентябре 1944 года штат воздушно-десантных дивизий был увеличен до 12 979 человек.
В августе 1943 года была создана пятая по счёту 13-я воздушно-десантная дивизия, которая успела поучаствовать в боевых действиях на заключительном этапе войны с Германией, в ходе Рейнской воздушно-десантной операции в марте 1945 года. Столь позднее привлечение к участию в боевых действиях было вызвано нехваткой военно-транспортных самолётов во время становления дивизии и обучения личного состава.

#### 1945—1973
В сентябре 1945 года 17-я вдд была расформирована. В 1947 году заново воссоздана как учебное соединение. В 1948 году 17-я вдд была окончательно расформирована.
В феврале 1946 года была расформирована 13-я вдд. В июле 1958 года была расформирована 11-я вдд.
В послевоенный период штат оставшихся 82-й и 101-й вдд неоднократно реформировался. В 1957 году воздушно-десантные дивизии перешли на так называемую «пентомическую структуру» (англ. Pentomic Division). Если прежде боевую основу дивизии составляли 9 батальонов от 3 полков, то с внедрением новой схемы основу дивизии составили пять боевых групп пехоты, в каждой из которых было 5 рот, штаб и штабная рота, а также миномётная батарея. Основу дивизионной артиллерии составили 5 огневых батарей 105-мм гаубиц. В 1964 году был произведён отказ от подобной схемы и осуществлён переход дивизий на бригадную структуру.
В период вьетнамской войны были созданы 2 аэромобильные дивизии (амд). Одна из них была создана в феврале 1963 года на основе вновь воссозданной 11-й вдд под новым наименованием 11-я десантно-штурмовая дивизия (англ. 11th Air Assault Division) и предназначались для борьбы с партизанами. Принципиальным отличием данного соединения от воздушно-десантной дивизии стал основной способ его воздушной переброски: не парашютным десантированием, а высадкой с транспортных вертолётов.
Решением руководства Армии США, с учётом положительных оценок применения 11-й амд в боевых действиях, в 1968 году была создана вторая амд на основе 101-й воздушно-десантной дивизии. К началу 70-х годов в амд входили: штаб дивизии, 3 штаба бригад, 8 пехотных (аэромобильных) батальона; группа армейской авиации (2 батальона многоцелевых вертолётов, батальон транспортных вертолётов и рота общей поддержки); дивизионная артиллерия (3 дивизиона 105-мм гаубиц); батальон вертолётов огневой поддержки; рота лёгких разведывательных вертолётов; зенитный дивизион; подразделения боевого и тылового обеспечения. Личный состав амд — более 16 000 человек. На вооружении амд имелось: 430 вертолётов и свыше 200 орудий и миномётов, 250 единиц противотанковых средств. 11-я амд была расформирована в июне 1965 года. По окончании вьетнамской войны, на основании полученного боевого опыта 101-я амд была переформирована в 101-ю воздушно-штурмовую дивизию.

#### 1973 — наше время
В 90-е годы 82-я воздушно-десантная дивизия состояла из: управление дивизии и штабного батальона; 3 штабов бригад; 9 парашютно-десантных батальонов; дивизионной артиллерии (3 дивизиона 105-мм гаубиц); зенитного дивизиона; бригады армейской авиации; 6 отдельных батальонов (связи, разведки и РЭБ, инженерный, медицинский, транспортный и снабжения, ремонтный) и другие подразделения боевого и тылового обеспечения. Личный состав 82-й вдд — около 12 600 человек. На вооружении дивизии имелось: 150 орудий и миномётов, 440 ПТРК, 96 зенитных средств, 132 вертолёта.
Несколько иным в 90-е годы был состав 101-й воздушно-штурмовой дивизии (101-я вшд), в которую входили: управление дивизии и штабной батальон; три штаба бригад, 9 пехотных аэромобильных батальонов; дивизионная артиллерия, зенитный дивизион, бригада армейской авиации, 4 отдельных батальона (разведывательный аэромобильный, разведки и РЭБ, связи, инженерный), рота военной полиции, рота защиты от ОМП, командование тыла. Личный состав 101-й вшд — 16 548 человек. На вооружении дивизии имелось: 54 105-мм гаубицы; 27 зенитных установок Vulcan; 72 ПЗРК; 657 ПТРК; 87 81-мм миномётов; 775 автомобилей; 438 вертолётов (огневой поддержки АН-64 — 88, разведывательных OH-58 — 109, многоцелевых UH-60A — 203, транспортно-десантных CH-47D — 32 и РЭБ EH-60A — 6). Для переброски 101-й вшд по воздуху необходимо 858 самолётов С-141В и 76 самолётов С-5A. Для переброски одной воздушно-штурмовой бригады: 188 С-141В и 12 С-5А. На переброску одного пехотного аэромобильного батальона требуется 30 С-141В.
На современном этапе в составе Армии США продолжают находиться 82-я воздушно-десантная (англ. 82nd Airborne Division) и 101-я воздушно-штурмовая дивизии (англ. 101th Air Assault Division), которые сведены в 18-й воздушно-десантный корпус (англ. 18th Airborne Corps), существовавший в годы Второй мировой войны и повторно созданный в 1951 году.

### СССР

#### 1942—1945
В РККА первоначальная организация ВДВ с 1936 года была создана не по дивизионной, а по бригадной структуре, в которой войска были представлены авиадесантными бригадами. В 1938 году были созданы 6 воздушно-десантных бригад. С началом Великой Отечественной войны, в августе 1941 года ВДВ, в ходе очередной реформы бригады были объединены в воздушно-десантные корпуса.
В декабре 1942 года в ВДВ произошёл переход от бригадной организации к дивизионной. На базе 8 воздушно-десантных корпусов и 5 отдельных воздушно-десантных бригад были созданы 10 воздушно-десантных дивизий, а воздушно-десантные бригады были переформированы в воздушно-десантные стрелковые полки.
Штатная численность вдд составляла 10 670 человек. Артиллерийское вооружение воздушно-десантной дивизии было аналогичным стрелковой дивизии и имело в своём составе: 36 единиц 45-мм противотанковых пушек, 18 57-мм противотанковым пушек, 44 76-мм пушек, 20 122-мм гаубиц, 89 82-мм миномётов и 38 120-мм миномётов.
В составе вдд был следующий состав:
- Управление дивизии и части при нём:
  - отдельный противотанковый артиллерийский дивизион;
  - отдельный зенитный артиллерийский дивизион;
  - отдельный саперный батальон;
  - отдельный батальон связи;
  - отдельный медико-санитарный батальон;
  - отдельная рота химической защиты;
  - отдельная разведывательная рота.
  - отдельная автомобильная рота.
- 3 воздушно-десантных стрелковых полка;
- воздушно-десантный артиллерийский полк.

В связи с тяжёлым положением на фронтах все созданные воздушно-десантные дивизии были переданы в подчинение Северо-Западного фронта, с последующим участием в боевых действиях, в качестве обычных стрелковых дивизий, из которых были выведены лишь в апреле-мае 1943 года.
С марта 1943 года начался очередной переход от дивизионной структуры к бригадной: до августа 1943 года было создано 20 воздушно-десантных бригад и 6 отдельных парашютно-десантных батальонов.
В декабре 1943 года произошёл второй переход ВДВ от бригадной структуры к дивизионной: на базе 18 воздушно-десантных бригад было создано 6 воздушно-десантных дивизий. В январе 1944 года 3 воздушно-десантные дивизии (13-я, 14-я и 15-я) были переформированы в стрелковые дивизии (98-я, 99-я и 100-я) в составе 37-го гвардейского стрелкового корпуса. В августе 1944 года были созданы 3 гвардейских воздушно-десантных корпуса (37-й, 38-й и 39-й), в составе которых находилось 9 вдд. При этом воздушно-десантные дивизии перешли на бригадную структуру с переформированием всех парашютно-десантных полков в воздушно-десантные бригады. С принятием Постановления ГКО № 6650сс от 4 октября 1944 года «О введении в состав АДД (Авиации дальнего действия) воздушно-десантных войск Красной Армии и подчинении их Командующему АДД», для рационального управления ВДВ Красной Армии все три воздушно-десантных корпуса были преобразованы в Отдельную Гвардейскую Воздушно-десантную Армию (ОГВДА), в составе которой оказалось 9 воздушно-десантных дивизий. Управление ОГВДА было сформировано на основе управления 7-й армии.
Уже 8 декабря 1944 года (через 2 месяца) ОГВДА была переформирована в 9-ю гвардейскую армию, в результате чего все воздушно-десантные дивизии стали стрелковыми дивизиями.
Всего за годы Великой Отечественной войны было создано 18 воздушно-десантных дивизий, военнослужащие которых прошли воздушно-десантную подготовку. Все созданные соединения были обеспечены необходимым вооружением и снаряжением, и дополнялись частями военно-транспортной авиации для осуществления перебросок по воздуху и парашютной высадки.
За всё время боевых действий воздушно-десантные дивизии не использовались по прямому предназначению (осуществление тактического десанта в тылу противника), а выполняли функцию пехотных соединений.

#### 1945—1961
В период с июня по ноябрь 1945 года все остававшиеся воздушно-десантные дивизии были переформированы в стрелковые.
В июне 1946 года Воздушно-десантные войска были выведены из состава ВВС и переведены в состав войск Резерва Верховного Главнокомандования с прямым подчинением министру Вооружённых сил. С этого момента началось очередное возрождение воздушно-десантных дивизий, на базе стрелковых дивизий, которые ранее были воздушно-десантными. Вновь созданные 10 вдд имели следующий состав:
- Управление дивизии и части при нём:
  - отдельный зенитный артиллерийский дивизион;
  - отдельный сапёрный батальон;
  - отдельный батальон связи;
  - отдельный батальон материального обеспечения;
  - отдельный медико-санитарный батальон;
  - отдельная рота химической защиты;
  - отдельная разведывательная рота.
- парашютно-десантный полк;
- посадочно-десантный полк;
- артиллерийский полк.

В сентябре 1948 года были дополнительно развёрнуты 5 вдд. Общее число дивизий достигло 15. К январю 1949 года посадочно-десантные полки в составе вдд, были переформированы в парашютно-десантные полки. Для воздушной переброски 15 вдд были сформированы 7 авиационных транспортно-десантных дивизий.
В апреле 1953 года основу всех вдд стали составлять 3 парашютно-десантных полка.
С апреля 1955 по апрель 1956 года были расформированы 6 вдд. В 1959 году были расформированы ещё 2 вдд.
Батальонная артиллерия вдд была представлена 6 единицами 82-мм миномётов, полковая артиллерия парашютно-десантных полков имела 6 120-мм миномётов. В артиллерийском полку дивизии были 85-мм орудия Д-48 и СД-44, 76,2-мм орудия ЗИС-3 и 140-мм установки РСЗО РПУ-14. В 1954 году в ВДВ начали поступать безоткатные орудия 82мм Б-10 и 107мм Б-11.
В связи с поступлением на вооружение вдд авиадесантной техники огневая мощь дивизий неуклонно возрастала. Первым образцом десантируемой бронетехники, поступившей в 1951 году на вооружение в ВДВ, стало противотанковое самоходное орудие АСУ-57. В 1958 году в вдд стала поступать более мощная АСУ-85.
В 1956 году ВДВ были подчинены Главному Штабу Сухопутных войск.

#### 1960—1991
В 1960 году в вдд были упразднены полковые школы сержантов. Для полноценной подготовки младших специалистов ВДВ было решено создать учебное соединение. В 1960 году была создана 44-я учебная воздушно-десантная дивизия (44-я увдд), в связи с чем количество вдд достигло 8.
С ноября 1960 года по март 1960 года артиллерийские полки в составе воздушно-десантных дивизий были переформированы в отдельные артиллерийские дивизионы.
В 1962 году отдельные артиллерийские дивизионы в составе воздушно-десантных дивизий были обратно переформированы артиллерийские полки.
В 1964 году, в связи с упразднением Главного командования сухопутных войск, воздушно-десантные дивизии перешли в прямое подчинение Министру обороны СССР.
В 1969 году на вооружение воздушно-десантных дивизий начала поступать принципиально новая боевая машина БМД-1. В первую очередь перевооружение затронуло дивизии, находящиеся в западных военных округах СССР. До этого времени парашютно-десантные полки вдд представляли собой воинские части моторизованной пехоты, передвигавшейся на десантируемых грузовых автомобилях ГАЗ-66 — так называемых «пеших полков». С момента поступления БМД-1 полки стали представлять собой воинские части механизированной пехоты. Процесс перевооружения парашютно-десантных полков затянулся до конца 70-х годов. Так, к примеру, в составе 105-й гвардейской воздушно-десантной дивизии перевооружение полков началось только в 1976 году и к моменту расформирования дивизии в 1979 году, один полк дивизии (351-й) оставался «пешим полком».
В связи с принятой концепцией развития десантно-штурмовых формирований в составе Сухопутных войск, в 1979 году была расформирована 105-я гвардейская воздушно-десантная дивизия, на базе которой было создано 4 отдельные десантно-штурмовые бригады и 1 отдельный парашютно-десантный полк. По этой причине общее количество вдд снизилось до 7 (включая 1 учебную вдд).
Состав и вооружение воздушно-десантных дивизий различались по соединениям. К примеру, штатная численность личного состава полков 105-й вдд на 1979 года составляла:
- парашютно-десантный полк на БМД-1 — 1674 человек;
- парашютно-десантный полк на ГАЗ-66 («пеший полк») — 1697 человек;
- артиллерийский полк — 773 человека.

Штатная численность личного состава всей 105-й вдд на 1979 год — 7962 человека.
| Дивизия   | Боевые машины десанта (БМД)            | Бронетранспортёры десантные (БТР-Д)            | САУ    | Буксируемые орудия |
| --------- | -------------------------------------- | ---------------------------------------------- | ------ | ------------------ |
| 7-я вдд   | 367 (138 БМД-2, 210 БМД-1, 39 БМД-1КШ) | 212 (в том числе 36 БТР с ПТУР, 47 БТР с ПЗРК) | 72 2С9 | 6 Д-30А            |
| 44-я увдд | 245 (38 БМД-2, 207 БМД-1)              | 174 (в том числе 14 БТР с ПТУР, 3 БТР с ПЗРК)  | 22 2С9 | 9 Д-30А            |
| 76-я вдд  | 351 (93 БМД-2, 219 БМД-1, 39 БМД-1КШ)  | 185 (в том числе 36 БТР с ПТУР, 41 БТР с ПЗРК) | 72 2С9 | 6 Д-30А            |
| 98-я вдд  | 351 (120 БМД-2, 192 БМД-1, 39 БМД-1КШ) | 185 (в том числе 36 БТР с ПТУР, 47 БТР с ПЗРК) | 74 2С9 | 6 Д-30А            |
| 104-я вдд | 351 (93 БМД-2, 219 БМД-1, 39 БМД-1КШ)  | 185 (в том числе 36 БТР с ПТУР, 42 БТР с ПЗРК) | 72 2С9 | 6 Д-30А            |
| 106-я вдд | 381 (30 БМД-2, 312 БМД-1, 39 БМД-1КШ)  | 212 (в том числе 36 БТР с ПТУР, 47 БТР с ПЗРК) | 74 2С9 | 8 Д-30А            |

Единственным применением воздушно-десантных соединений ВДВ СССР в широкомасштабных боевых действиях в данный исторический период, стала Афганская война (1979—1989), в которой участвовала 103-я гвардейская воздушно-десантная дивизия. В ходе боевых действий данная дивизия использовались не по прямому назначению, а чаще всего как мотострелковая дивизия. Остальные части ВДВ в Афганистане (345-й отдельный гвардейский парашютно-десантный полк и 56-я отдельная гвардейская десантно-штурмовая бригада) также использовались как мотострелковые части. По этой причине в 1984—1985 годах вся авиадесантная техника в данных формированиях была заменена на бронетехнику, штатную для мотострелковых войск (БМП-2, БТР-70 и БТР-80).
Штат существовавших на начало 90-х годов воздушно-десантных дивизий ВДВ СССР был одинаковым (кроме 44-й увдд) и включал в свой состав следующие части и подразделения:
- Управление дивизии и части при нём:
  - отдельный зенитный ракетно-артиллерийский дивизион;
  - отдельный реактивный артиллерийский дивизион;
  - отдельный самоходный артиллерийский дивизион;
  - отдельный сапёрный батальон;
  - отдельный батальон связи;
  - отдельный батальон десантного обеспечения;
  - отдельный ремонтно-восстановительный батальон;
  - отдельный медицинский батальон;
  - отдельная автотранспортная рота;
  - отдельная рота химической защиты;
  - отдельная разведывательная рота;
  - комендантская рота.
- 3 парашютно-десантных полка;
- артиллерийский полк.

Весной 1991 года было начато повторное создание 105-й гвардейской воздушно-десантной дивизии, которое фактически было закончено, но из-за распада СССР было прекращено. Фактически к этому моменту в составе ВДВ СССР было 8 воздушно-десантных дивизий, включая 1 учебную дивизию.

### Великобритания
В Великобритании создание воздушно-десантных войск началось в 1940 году по инициативе Уинстона Черчилля, который был впечатлён действиями немецких парашютистов во время вторжения в Нидерланды, Бельгию и во Францию. Первоначально в мае 1941 года было решено сформировать 2 воздушно-десантные бригады. К концу года была сформирована только одна бригада, которая была переименована в 1-ю воздушно-десантную дивизию (1-я вдд). В 1942 году были сформированы ещё 2 бригады, вошедшие в состав 1-й вдд.
Полностью создание 1-й вдд было закончено в 1943 году.
В апреле 1943 года, на основе некоторых подразделений и частей 1-й вдд, было создано второе соединение — 6-я воздушно-десантная дивизия (6-я вдд). Позднее, в конце 1943 года, было создано третье по счёту соединение — 5-я воздушно-десантная дивизия (5-я вдд).
Состав всех трёх дивизий был примерно одинаковым и включал в себя:
- Управление дивизии и подразделения при ней:
  - рота связи;
  - лёгкий артиллерийский полк;
  - передовой отряд артиллерийских корректировщиков;
  - отдельная парашютная рота армейской авиации;
  - воздушно-десантная разведывательная рота;
  - 2 инженерно-сапёрные роты;
  - 2 роты обеспечения и обслуживания;
  - ремонтный отряд полевой артиллерии;
  - полевая электромеханическая мастерская;
  - полевой отдел контрразведки;
  - рота военной полиции.
- 3 воздушно-десантные бригады;
- 1 планёрно-десантная бригада.

Личный состав дивизий составлял 12 000 человек. На 1944 год на вооружении воздушно-десантной дивизии находилось: 16 лёгких танков; 24 75-мм, 68 57-мм и 77-мм противотанковых орудий; 23 20-мм зенитных орудия; 55 лёгких пехотных пушек, 392 ручных противотанковых гранатомёта PIAT, 46 станковых (Vickers Mk I) и 966 ручных (Bren Mk I) пулемётов, 6504 пистолета-пулемёта Sten и 10 113 винтовок и пистолетов. Дивизия была обеспечена 1692 единицами автотранспортных средств, среди которых были: 904 джипа; 567 грузовиков и тягачей; 4502 мотоцикла, мопедов и велосипедов (со складывающейся конструкцией).
1-я вдд и 6-я вдд участвовали в боевых действиях в Северной Африке, в Италии, в Греции, во Франции и на территории Германии. Высадка личного состава дивизий производилась как парашютным способом, так и посадочным способом на планёрах. 5-я вдд в боевых действиях участие не принимала.
По окончании Второй мировой войны, в декабре 1945 года была расформирована 1-я вдд и 5-я вдд. В феврале 1948 года была расформирована 6-я вдд
В послевоенный период и на текущий момент, воздушно-десантные войска Великобритании были представлены только одной 16-й воздушно-десантной бригадой.

### Япония
В русскоязычных и зарубежных источниках имеется разночтение о предмете существования в Императорской армии Японии воздушно-десантной дивизии в годы Второй мировой войны.
Согласно российским источникам, Япония в 1944 году располагала одной воздушно-десантной дивизией.
Согласно зарубежным источникам, в 1944 году в Японии было создано воздушно-десантное соединение, которое по своей организации соответствовала уровню дивизии.
Воздушно-десантные войска Японии начали создаваться с 1940 года. Для подготовки, которая велась под руководством около сотни инструкторов из Германии, были отобраны военнослужащие пехотных дивизий. С самого создания войск, специфика подготовки десантников ориентировалась на разведывательно-диверсионную деятельность и ведение рейдов по тылам противника. Соответственно создаваемые формирования назывались «рейдовыми».
Во второй половине 1944 года было создано соединение под названием Парашютная группа (яп. 第1挺進集団 — Teishin Shudan) с личным составом около 6 000 человек, которое, по мнению аналитиков Министерства обороны США, и являлось аналогом дивизии. В состав Парашютной группы (Рейдовой группы) входили:
- Управление группы — 220 человек.
- 1-я авиационная бригада (Teishin Hikodan) — всего 1610 человек, в следующем составе:
  - управление бригады — 60 человек;
  - 2 авиационных полка (Teishin Hikosentai) — по 500 человек и 35 самолётов в каждом;
  - авиационный планёрный полк — 500 человек.
- 2-я парашютная бригада (Teishin Dan) — всего 2475 человек, следующем в составе:
  - управление бригады — 75 человек;
  - 2 парашютных полка (3-й и 4-й) (Teishin Rentai) — по 700 человек в каждом;
  - танковый батальон — 200 человек;
  - ремонтная рота — 200 человек.
  - 3 аэродромные роты — всего 600 человек.
- 2 пехотных планерных полка (1-й и 2-й) (по 880 человек в каждом)
- инженерно-сапёрный батальон (250 человек);
- рота связи (140 человек);
- зенитная батарея (120 человек).

В русскоязычных источниках данное соединение называется воздушно-десантной дивизией.
До создания воздушно-десантной дивизии, воздушно-десантные войска Японии участвовали в операциях в различных регионах Юго-Восточной Азии (Суматра, Китай, Тимор) с высадкой как с парашютов, так и посадочным способом на планёрах.
Непосредственно после создания воздушно-десантной дивизии её формирования участвовали в боевых действиях с осуществлением парашютных десантов в несколько сотен бойцов. Данные события произошли в ноябре и декабре 1944 года, в Новой Гвинее и Филиппинах. Целью атак служили американские военные аэродромы.

### Индия
Создание парашютных формирований в Колониальной Индии началось в 1940 году. К октябрю 1941 года была создана 50-я парашютная бригада в составе 3 парашютных батальонов. С 1942 года бригада принимала участие в боевых действиях с осуществлением парашютных десантов.
В апреле 1944 года 50-я парашютная бригада вошла в состав создававшейся 9-й пехотной дивизии, которая вскоре была переформирована в 44-ю воздушно-десантную дивизию (44-я вдд). Порядковый номер соединение получила от расформированной 44-й бронетанковой дивизии. В состав 44-й вдд также вошли 1 пехотная бригада и 2 пехотных полка. В январе 1945 года в состав 44-й вдд ввели вновь созданную 77-ю парашютную бригаду.
Дивизию перевели на бригадную структуру, в которой каждая из парашютных бригад состояла из 3 батальонов.
Штат 44-й вдд отличался смешанным национальным составом военнослужащих. Большинство командных должностей занимали офицеры-европейцы из Британии. Основная масса личного состава была представлена представителями различных народов Индии, которые по национальному признаку были сведены в разные батальоны. При этом в составе каждой из трёх парашютных бригад находился один батальон, прибывший из Британии, из состава королевских пехотных полков.
В состав 44-й вдд входили:
- Управление дивизии и части при ней:
  - 2 полка полевой артиллерии;
  - лёгкий полк противотанковой и противовоздушной артиллерии;
  - сикхский разведывательный батальон;
  - 4 инженерно-сапёрных батальона;
  - 4 медицинские роты;
  - 3 автотранспортные роты;
  - рота связи;
  - ремонтный парк;
  - рота снабжения.
- 14-я парашютная бригада в следующем составе:
  - шотландский батальон (прибыл из Британии из состава Шотландского королевского полка);
  - раджпутский батальон;
  - пенджабский батальон.
- 50-я парашютная бригада в следующем составе:
  - стаффордширский батальон (прибыл из Британии из состава Южно-Стаффордширского полка);
  - индийский батальон;
  - гуркхский батальон;
- 77-я парашютная бригада в следующем составе:
  - ливерпульский батальон (прибыл из Британии из состава Ливерпульского королевского полка[англ.]);
  - индийский батальон;
  - гуркхский батальон;
  - английская отдельная рота следопытов (англ. pathfinders company).

После окончательного создания 44-я вдд в мае 1945 года участвовала в боевых действиях против японских войск на подступах к столице Бирмы городу Рангун (Операция «Дракула»), во время которых также осуществлялись парашютные десанты в тыл противника.
По окончании Второй мировой войны, 44-я вдд была переименована во 2-ю воздушно-десантную дивизию.
С распадом Колониальной Индии на Пакистан и Индию в августе 1947 года, соединение было разделено по национальному признаку: Пакистану отошли 1 парашютная бригада и несколько подразделений дивизионного подчинения; Индии отошли 2 парашютные бригады и остальные подразделения.

### Венгрия
В августе — сентябре 1944 года Венгрия предприняла реформу вооружённых сил по образцу крупнейшего своего союзника, Германии. Были созданы несколько новых соединений, включая Парашютную дивизию «Святой Ласло» (венг. Szent László hadosztály). Дивизия была полностью сформирована к октябрю того же года.
В состав дивизии входили: 2 парашютно-десантных полка, пехотный полк, 6 артиллерийских дивизионов, моторизованный инженерно-сапёрный батальон, бронетанковый разведывательный батальон, моторизованный батальон связи и части снабжения. Соединение создавалось из частей Сухопутных войск и ВВС Венгерской народной армии.
Дивизия не использовалась по своему назначению, а привлекалась для участия в боевых действиях как пехотное соединение. Прекратила своё существование в мае 1945 года.

### Франция
В истории Вооружённых сил Франции, до настоящего момента существовали 4 воздушно-десантные дивизии (3 парашютные дивизии и 1 аэромобильная дивизия).
Первые два соединения появились в период Алжирской войны. В июне 1956 года были созданы 10-я воздушно-десантная дивизия и 25-я воздушно-десантная дивизия.
Обе созданные дивизии имели следующий состав:
- Управление дивизии и подразделения при нём:
  - штабная рота;
  - рота связи;
  - взвод авиационных разведчиков и корректировщиков (фр. peloton ALAT);
  - транспортная группа;
  - инженерно-сапёрная рота;
  - ремонтно-восстановительная рота;
  - медицинская рота.
- иностранный полк парашютистов (фр. régiment étranger de parachutistes);
- егерский полк парашютистов (фр. régiment de chasseurs parachutistes);
- 2 полка колониальных парашютистов (фр. régiment de parachutistes coloniaux);
- воздушно-десантный артиллерийский полк (фр. régiment d'artillerie parachutiste).

С декабря 1958 года колониальные полки парашютистов были переименованы в полки парашютистов войск «марин» (фр. régiment de parachutistes d'infanterie de marine). К 1960 году количество парашютных полков в дивизиях вырастет с 4 до 5. Обе дивизии принимали участие в боевых действиях в Алжире, на Синайском полуострове в 1956—1957 годах и в пограничных сражениях на алжирско-тунисской границе 1958 года.
С окончанием боевых действий в Алжире обе дивизии были расформированы, а на их базе в 1961 году была создана 11-я воздушно-десантная дивизия. Основу дивизии составляли 3 полка парашютистов морской пехоты, 2 егерских парашютных полка и 1 гусарский парашютный полк (фр. régiment de hussards parachutistes).
В декабре 1963 года 11-я воздушно-десантная дивизия была переведена на бригадную организацию. В её состав вошли 3 воздушно-десантные бригады, 2 артиллерийских полка, 1 инженерно-сапёрный полк и другие воинские части. 2 воздушно-десантные бригады состояли из 3 парашютных полков, 1 бригада состояла из 2 парашютных полков. Личный состав дивизии — 16 000 человек.
11-я воздушно-десантная дивизия совместно с 9-й мотопехотной дивизией образовали так называемые Силы интервенции (фр. Force d'interventio), в которых числилось 20 000 человек.
В 1979 году бригадное звено в дивизии было упразднено. Дивизия включала в себя 8 парашютных полков, 1 артиллерийский полк, 1 инженерно-сапёрный полк и подразделения обеспечения. При этом 3 полка парашютистов марин и 1 отдельный батальон управления и обеспечения образовали Группу оперативного реагирования (фр. Groupement aéroporté), которая должна была в кратчайшие сроки приступить к выполнению боевой задачи.
11-я воздушно-десантная дивизия участвовала в боевых действиях в Заире в 1978 году. В 1982—1983 годы части дивизии привлекались в состав многонациональных сил в Ливане. В ходе теракта 23 октября 1983 года погибли 58 военнослужащих дивизии.
В 1985 году была создана 4-я аэромобильная дивизия. Дивизия создавалась для борьбы с танками противника и состояла из 7 полков (4 вертолётных полка, 1 полк управления и снабжения, 2 пехотных полка) и 2 отдельных инженерных рот. Дивизия участвовала в боевых действиях по освобождению Кувейта в 1990 году. К 1990-м годам количество полков было сокращено до 6. На вооружении дивизии было: 251 вертолёт (162 огневой поддержки, 79 боевого обеспечения, 10 транспортных), 110 бронетранспортеров VAB, 12 120-мм миномётов, 45 ПТРК, 30 ПЗРК «Мистраль», 16 20-мм орудий зенитной артиллерии. Личный состав дивизии — 6500 человек.
С окончанием Холодной войны 11-я воздушно-десантная дивизия подвергалась реформированию с постепенным снижением личного состава. В 1997 году были расформированы 2 парашютных полка дивизии.
В 90-е годы 11-я вдд состояла из полка управления и связи, 6 парашютно-десантных полков, артиллерийского и инженерно-сапёрного полков, воздушно-десантной группы и аэромобильной тыловой базы. Личный состав 11-й вдд — около 13 000 человек. На вооружении 18 105-мм пушек, 102 миномёта, 168 ПТРК, 24 20-мм зенитных пушек, 36 БРМ.
В 1999 году 11-я воздушно-десантная дивизия была переформирована в 11-ю воздушно-десантную бригаду.
В 2007 году 4-я аэромобильная дивизия была переформирована в 4-ю аэромобильную бригаду, которая, в свою очередь, была расформирована в 2010 году.
По состоянию на 2017 год, 11-я воздушно-десантная бригада мало чем отличается от 11-й воздушно-десантной дивизии до её переформирования в 1999 году. В её составе находятся: 1 бронекавалерийский полк, 5 парашютных полков, 1 артиллерийский полк, 1 инженерно-сапёрный полк, 1 полк обеспечения и 1 отдельный парашютный батальон.

### Китай
История создания воздушно-десантных дивизий НОАК берёт своё начало с 1950 года, когда на базе 89-й пехотной дивизии была сформирована 1-я наземная бригада ВВС НОАК. В 1955 году на её основе была развёрнута 1-я парашютно-десантная дивизия, которая в 1957 году была переименована в 1-ю воздушно-десантную дивизию.
В 1961 году из состава Сухопутных войск в ВВС НОАК был переподчинён 15-й армейский корпус, который был переформирован в 15-й воздушно-десантный корпус. При этом пехотные дивизии в составе корпуса были переформированы в воздушно-десантные дивизии. Также в этот корпус была включена созданная ранее 1-я воздушно-десантная дивизия.
В 1964 году для воздушных перебросок в составе корпуса был создан военно-транспортный авиационный полк. По причине недостаточного количества военно-транспортных самолётов способных проводить парашютное десантирование, воздушно-десантные дивизии представляли собой парашютно-десантные формирования с лёгким вооружением, без возможности проводить общевойсковой бой.
В 1969 году в состав 15-го воздушно-десантного корпуса был включён вертолётный полк на Harbin Z-5, являвшихся лицензионной версией Ми-4. В 70-е годы на вооружение корпуса стали поступать средние транспортно-десантные самолёты Y-8 (аналог советского Ан-12). В ходе военных реформ в 1975 и 1985 годах в состав воздушно-десантных дивизий были введены артиллерийские и зенитные подразделения и противотанковые подразделения, оснащённые ПТУР.
В 90-е года возможности воздушно-десантных дивизий возросли благодаря принятию на вооружение закупленных в Российской Федерации тяжёлых военно-транспортных самолётов Ил-76 (10 единиц). К 2007 году Китай наладил собственное производство самолётов Y-20 на основе Ил-76.
Транспортное обеспечение 15-го воздушно-десантного корпуса обеспечивала на постоянной основе 13-я военно-транспортная авиационная дивизия, которая придавалась одним полком из 25—30 самолётов к каждой воздушно-десантной дивизии.
На 2017 год в составе 15-го воздушно-десантного корпуса (15-й вдк) находились 3 воздушно-десантные дивизии (вдд), дислоцировавшиеся в провинции Хубэй:
- Управление 15-го вдк — г. Сяогань;
- 43-я вдд — специализируется на выполнении специальных операций, дислоцируется в г. Кайфын;
- 44-я вдд — является учебным соединением, расположено в г. Гуаншуй, округ Суйчжоу;
- 45-я вдд — расположено в районе Хуанпи города Ухань.

На вооружении воздушно-десантных дивизий находились образцы вооружения, созданные на основе советских образцов:
- боевая машина десанта ZBD-03 — создана на основе БМД-2;
- буксируемая гаубица Type 85 — на основе Д-30А;
- ПЗРК HN-5 — на основе «Стрела-2М».

Также на вооружении имелись 122-мм установки РСЗО в самоходном варианте Тип-81 и 107-мм установки РСЗО во вьючном облегчённом варианте Тип 63-1, 100-мм и 120-мм минометы; 105-мм безоткатные орудия «Тип 75»; ПТУР HJ-8.
Личный состав каждой дивизии — приблизительно 10 000 человек. Дивизии состояли из 2 парашютно-десантных полков и 1 артиллерийского полка. На 2017 год возможности военно-транспортной авиации НОАК позволяли осуществить переброску одного парашютно-десантного полка вместе со штатным вооружением в любую точку Китая за 24 часа.
В апреле 2017 года 15-й воздушно-десантный корпус был переименован в Воздушно-десантный корпус ВВС НОАК. При этом все 3 дивизии в составе корпуса были расформированы, а на их основе были созданы 9 бригад и 1 полк: 1 бригада специального назначения, 6 воздушно-десантных бригад, 1 бригада обеспечения и поддержки, 1 авиатранспортная бригада и 1 вертолётный полк.

### Польша
В июне 1957 года в Вооружённых силах Польской Народной Республики, на базе 6-й Поморской пехотной дивизии, была создана 6-я Поморская воздушно-десантная дивизия (пол. 6 Pomorska Dywizja Powietrznodesantowa).
По штату в личном составе 6-й вдд числилось 2013 военнослужащих и 36 вольнонаёмных. На вооружении дивизии было: 111 ручных пулемётов, 35 ротных пулемётов, 14 крупнокалиберных пулемётов, 117 противотанковых гранатомётов, 45 безоткатных орудий и 45 миномётов.
Ввиду отсутствия опыта в создании подобного формирования, были привлечены бывшие военнослужащие  1-й отдельной парашютной бригады (пол. 1 Samodzielna Brygada Spadochronowa), существовавшей с 1941 по 1947 год. Данное соединение, созданное из этнических поляков, участвовало во Второй мировой войне в составе британских войск, и подчинялось Правительству Польши в изгнании.
Части дивизии дислоцировалась в городе Краков и в его окрестностях. По существу дивизия состояла не из полков, а из батальонов. В состав 6-я вдд в 1975 году входили:
- Управление дивизии и подразделения при нём:
  - штабная рота;
  - рота связи;
  - инженерно-сапёрная рота;
  - медицинская рота;
  - рота глубинной разведки;
  - рота химической защиты;
  - рота десантного обеспечения;
  - комендантская рота;
  - батальон обеспечения и ремонта;
- 5 парашютно-десантных батальонов;
- самоходная артиллерийская батарея;
- зенитная артиллерийская батарея;
- смешанная артиллерийская батарея.

На вооружении дивизии были боевые машины пехоты BWP-40, бронетранспортёры OT-64 и самоходные орудия АСУ-85.
В 1968 году 6-я вдд участвовала в операции «Дунай» на территории ЧССР.
Во время введения военного положения в Польше, 6-я вдд привлекалась для крупномасштабных полицейских операций.
В 1986 году 6-я вдд была переименована в 6-ю Поморскую воздушно-десантную бригаду, без изменения батальонной структуры. В 1992 году была преобразована в 6-ю десантную бригаду.
1 июля 2010 года соединение было вновь переименовано в 6-ю воздушно-десантную бригаду

### Израиль
В Армии обороны Израиля существует единственная 98-я воздушно-десантная дивизия, которая является резервным формированием, разворачиваемым из приписного состава резервистов в военное время.
Соединение было создано в 1974 году как 96-я воздушно-десантная дивизия, на основе анализа Войны Судного дня.
Формирования дивизии принимали участие в первой и второй ливанских войнах. В ходе первой мировой войны был прецедент использования подразделения дивизии в качестве морского десанта. Во второй ливанской войне формирования дивизии использовались в качестве пехоты, в ходе которой выяснился низкий уровень боевой подготовки, сказавшийся на невыполнении поставленных боевых задач.
В состав 98-й воздушно-десантной дивизии входят:
- Управление дивизии и части при нём:
  - резервный батальон связи;
  - резервная дивизионная часть тылового обеспечения.
- 1 десантная бригада постоянного состава (35-я парашютно-десантная бригада), включающая в себя:
  - 3 пехотных батальона
  - учебный центр;
  - рота связи.
  - 1 разведывательный батальон из 3 рот:
    - разведывательная рота;
    - противотанковая рота;
    - инженерно-сапёрная рота.
- 1 десантная бригада (кадрированная)
- 1 бригада специального назначения (кадрированная), включающая в себя:
  - 3 противотанковых батальона;
  - 1 разведывательный батальон;
  - 1 инженерно-сапёрный батальон;
- 1 артиллерийская бригада (кадрированная).

### Российская Федерация
После распада СССР воздушно-десантные дивизии, дислоцировавшиеся в бывших союзных республиках, частично отошли в созданные в них вооружённые силы. 103-я вдд отошла в ВС Беларуси, 105-я вдд частично вошла в состав ВС Узбекистана.
На территорию Российской Федерации из Азербайджана была выведена в полном составе 104-я гвардейская воздушно-десантная дивизия. Разделу с Украиной и Молдовой подверглась 98-я гвардейская воздушно-десантная дивизия. Из остатков дивизии, отошедших в состав ВС РФ, дивизия заново была создана в 1993 году под прежним названием.
Из-за тяжёлого экономического положения в 1998 году была расформирована 104-я вдд, в результате чего к концу 90-х годов в составе ВДВ РФ осталось только 4 дивизии.
В ходе проведённой реформы ВДВ 2006 года дивизии были разделены по специализации. 98-я и 106-я вдд были оставлены в штате полноценных воздушно-десантных соединений, которые могут произвести парашютное десантирование со штатной техникой в полном составе. 7-я и 76-я воздушно-десантные дивизии были переформированы в десантно-штурмовые дивизии (7-я и 76-я дшд). При этом 7-я дшд получила специализацию по ведению боевых действий в горной местности.
Отличие новых десантно-штурмовых дивизий от прежних воздушно-десантных дивизий заключалось в способе применения: высадку с парашютов производил только один парашютно-десантный батальон из состава десантно-штурмового полка. Остальные 2 десантно-штурмовых батальона предполагается перебрасывать самолётами и высаживать вместе со штатной техникой на захваченных аэродромах противника.
В 2009 году все отдельные зенитные ракетно-артиллерийские дивизионы всех 4 дивизий были переформированы в зенитно-ракетные полки. Также было сокращено количество парашютно-десантных/десантно-штурмовых полков в дивизиях с 3 до 2.
К 2013 году штат дивизий стал следующим:
- Управление дивизии и части при нём:
  - отдельный разведывательный батальон;
  - отдельный батальон связи;
  - отдельный инженерно-сапёрный батальон;
  - отдельный ремонтно-восстановительный батальон;
  - отдельный батальон материального обеспечения;
  - отдельный медицинский отряд;
  - отдельная рота десантного обеспечения.
- 2 полка (парашютно-десантные/десантно-штурмовые);
- артиллерийский полк;
- зенитный ракетный полк.

Существенной проблемой, сказывающейся на использовании воздушно-десантных дивизий в возможных боевых действиях, является сокращение средств военно-транспортной авиации. На 2013 год военно-транспортная авиации России была в состоянии перевезти за один вылет не более одного полка ВДВ со штатной техникой. Полноценное применение десантно-штурмовых дивизий также ограничено отсутствием в составе соединений полков транспортных и боевых вертолётов.

### Украина
После распада СССР к Вооружённым силам Украины отошла часть формирований 98-й гвардейской воздушно-десантной дивизии, которая была разделена между тремя государствами (Россия, Молдова и Украина). Украине достались формирования дивизионного подчинения и частично 217-й и 299-й парашютно-десантные полки.
В мае 1993 года была создана 1-я аэромобильная дивизия, в состав которой вошли 25-я и 45-я воздушно-десантные бригады, созданные соответственно на базе 217-го и 299-го парашютно-десантных полков.
Местом дислокации дивизии был выбран город Болград Одесской области, где ранее находился штаб 98-й вдд. В 2001 году в состав дивизии была введена 27-я механизированная бригада.
К 2003 году в составе дивизии находилось: 2 воздушно-десантные бригады; механизированная бригада; артиллерийский полк; 2 отдельных дивизиона (противотанковый и зенитно-ракетный), 7 отдельных батальонов (учебный, связи, инженерно-сапёрный, ремонтно-восстановительный, разведки и РЭБ, десантного обеспечения, материального обеспечения), 2 роты (комендантская и химической защиты), отдельная авиационная эскадрилья.
В дивизии осуществлялось учебное парашютное десантирование с боевой техникой (БМД-1).
В 2003 году в связи с недостатком финансирования оборонного ведомства, 1-я аэромобильная дивизия была расформирована.

### Алжир
О подробной истории создания единственной воздушно-десантной дивизии в составе Сухопутных войск Алжира, её составе и вооружении, на данный момент не имеется достоверных сведений.
По некоторым данным соединение создано в 90-е годы и состоит из 5 парашютно-десантных полков.
Полки дивизии используются для охраны от различных радикальных вооружённых группировок, границ Алжира с Мали, Нигером и Ливией, общей протяжённостью 2350 километров. К примеру, 6-й парашютный полк этой дивизии, участвующий в охране границ, состоит из 3 батальонов и имеет личный состав в 2000 человек.

## Обозначение на картах и в документах
| Воздушно-десантная дивизия | Десантно-штурмовая дивизия | Аэромобильная дивизия |

### Комментарии
1. ↑  Не указаны только Беларусь и Узбекистан, которым воздушно-десантные дивизии (соответственно 103-я и 105-я вдд) достались после распада СССР и просуществовали недолгое время (с 1992 по 1993—1994 годы)
2. ↑  парашютная дивизия со 2-м порядковым номером, была создана дважды
3. ↑  В англоязычных источниках — Raiding Group, Raiding Brigade, Raiding Regiment
4. ↑  В источнике указано, что численность личного состава ориентировочная